# Sverre Farstad
Sverre Farstad (Trondheim, 8 febbraio 1920 – Oslo, 27 marzo 1978) è stato un pattinatore di velocità su ghiaccio norvegese.

## Palmarès
Olimpiadi
- 1 medaglia:
  - 1 oro (1500 m a St. Moritz 1948)

Mondiali
- 1 medaglia:
  - 1 argento (Oslo 1947)

Europei
- 2 medaglie:
  - 1 oro (Davos 1949)
  - 1 bronzo (Stoccolma 1947)